# Dinamo Astrakhan
Pour le club féminin de handball, voir Handball Club Astrakhanochka.
Dernière mise à jour : 14 septembre 2020.
Le Dinamo Astrakhan est un club de handball situé à Astrakhan en Russie, évoluant en Championnat de Russie masculin de handball. Le club a atteint la finale de la Coupe d'Europe de l'EHF en 2003.

## Histoire
En 1978, Vladimir Gladtchenko, entraîneur émérite soviétique, crée de l'équipe de handball "Zarya" à partir de l'ISR Astrakhan. Sept ans plus tard, l'équipe est absorbée par le club omnisports du VFSO Dinamo. Sous ces nouvelles couleurs, le club réussit à accéder à la élite soviétique.
Malgré les oppositions du SKA Minsk, du CSKA Moscou, du SKIF Krasnodar ou du MAI Moscou, le club parvient à terminer vice-champion en 1989 avant de remporter le titre en 1900. Ainsi qualifié en Coupe des clubs champions, le Dinamo est battu en demi-finale par les yougoslaves du RK Proleter Zrenjanin sur un total de 36 à 38 (19-18;17-20).
Si le club est à nouveau vice-champion en 1991 puis troisième en 1992 du Championnat d'URSS/CEI, il ne parvient pas à maintenir son niveau dans le nouveau Championnat de Russie.
Devenu Lukoil Dinamo en 1997, le club retrouve le haut du tableau en terminant vice-champion en 1999 derrière le Kaustik Volgograd puis sept fois consécutivement entre 2002 et 2008, toujours derrière le Medvedi Tchekhov. Ces résultats permettent au club de régulièrement participer aux Coupes d'Europe. Son meilleur résultat est obtenu en 2003 puisque l'équipe réussi à atteindre la finale de la Coupe de l'EHF : vainqueur des Allemands du HSG Nordhorn en quart de finale puis des Hongrois du Dunaferr HK en demi-finale, le club ne peut toutefois rien faire en finale face aux catalans du FC Barcelone, large vainqueur de douze buts lors du match aller en Russie.
Renommé Zarya Caspia entre 2007 et 2014, le club reprend ensuite le nom de Dinamo.

## Palmarès
| Compétitions Internationales                                                                            | Compétitions nationales |
| - Coupe de l'EHF (C3) : - Finaliste en 2003 - Coupe des clubs champions (C1) : - Demi-finaliste en 1991 | - Championnat d'Union soviétique - Vainqueur (1) : 1990 - Vice-champion en 1989, 1991 - Championnat de Russie : - vice-champion en 1999, 2002, 2003, 2004, 2005, 2006, 2007, 2008 |

## Personnalités liées au club
Parmi les personnalités liées au club, on trouve :
- Inal Aflitouline (en) : joueur de 1995 à 2008
- Viatcheslav Atavine : joueur dans les années 1980
- Pavel Bachkine (en)
- Alexandre Gorbatikov : joueur de 2000 à 2009 puis entraîneur de 2017 à 2020
- / Oleg Kisselev : joueur de 1984 à 1992
- // Vassili Koudinov : joueur de 1987 à 1993
- Daniel Chichkarev : joueur de 2007 à 2009
- Andreï Tyoumentsev (es) : joueur de 1979 à 1991
- Ievgueni Trefilov : joueur de 1975 à 1976
- / Igor Tchoumak : joueur de mai 1990 à 1992
- Lev Voronine : joueur de jusqu'en 1998